# Fedotowa-Nehrung
Die Fedotowa-Nehrung (ukrainisch Федо́това коса́; russisch Федотова коса/ Fedotowa kossa) ist eine Nehrung in der ukrainischen Oblast Saporischschja im Norden des Asowschen Meeres.

## Geografie
Die Fedotowa-Nehrung liegt im Rajon Jakymiwka zwischen der Ortschaft Kyryliwka und der Byrjutschyj-Insel, mit der sie seit 1929 verbunden ist. Sie trennt auf einer Länge von 22 Kilometern (zusammen mit der verbundenen Byrjutschyj-Insel auf 45 Kilometern) den Utljuk-Liman (ukrainisch Утлюкский лиман) vom Asowschen Meer. Die Nehrung ist touristisch erschlossen.

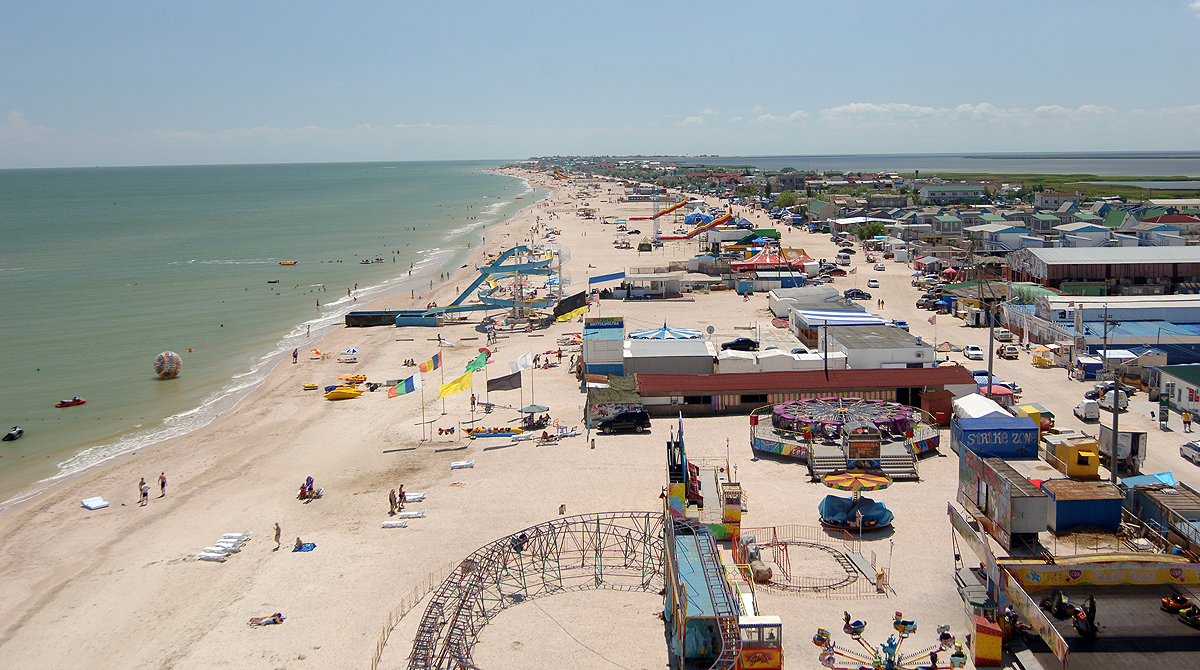
Beginn der Nehrung bei Kyryliwka